# Silver Lake Provincial Park (Ontario)
Der Silver Lake Provincial Park ist ein provinzieller Erholungspark in der Gemeinde Tay Valley, Lanark County, im Osten Ontarios, Kanada. Er liegt am Ontario Highway 7 in der Nähe der Gemeinde Maberly, etwa 30 Kilometer von Perth, Ontario, entfernt und befindet sich an einem gleichnamigen See.
Innerhalb des Parksystems der Provinz wurde der 1985 eingerichtete Park als „Recreational Class Park“ eingestuft. Bei diesem Provincial Park in Ontario handelt es sich um ein Schutzgebiet der Kategorie II (Nationalpark).
Zu den Angeboten des Parks gehören:
- Kanufahren/Bootfahren
- Angeln – Hecht, Schwarzbarsch, Amerikanischer Seesaibling, Amerikanischer Flussbarsch und Sonnenbarsch
- Wandern – Ein Holzsteg durchquert ein Sumpfgebiet am östlichen Ende des Silver Lakes. Das Sumpfgebiet ist ein Übergang zwischen Feuchtgebiet und Hochlandwald, der eine reiche Flora und Fauna aufweist.
- Beobachtung von Wildtieren – Hier lebt eine Vielzahl von Tieren, darunter Stinktiere, Murmeltiere, Waschbären, Kaninchen und Streifenhörnchen. Harmlose Schlangen, Sumpfschildkröten, Kröten, Ochsenfrösche und Leopardenfrösche bewohnen das Feuchtgebiet. Über dem Gebiet kann man den Königstyrann und den Rotflügelstärling sehen und hören.